# Scorpions' diskografi
Det tyske band Scorpions har udgivet 18 studiealbums, 6 livealbum, 29 opsamlingsalbum og 92 singler.

## Album

### Studiealbum
1. Lonesome Crow (1972)
2. Fly to the Rainbow (1974)
3. In Trance (1975)
4. Virgin Killer (1976)
5. Taken by Force (1977)
6. Lovedrive (1979)
7. Animal Magnetism (1980)
8. Blackout (1982)
9. Love at First Sting (1984)
10. Savage Amusement (1988)
11. Crazy World (1990)
12. Face the Heat (1993)
13. Pure Instinct (1996)
14. Eye II Eye (1999)
15. Unbreakable (2004)
16. Humanity: Hour I (2007)
17. Sting in the Tail (2010)
18. Return to Forever (2015)

### Livealbum
1. Tokyo Tapes (1978)
2. World Wide Live (1985)
3. Live Bites (1995)
4. Acoustica (2001)

### Opsamlingsalbum
1. Best of Scorpions (1979)
2. Best of Scorpions Vol. 2 (1984)
3. Best of Rockers 'n' Ballads (1989)
4. Still Loving You (1992)
5. Deadly Sting: The Mercury Years (1995)
6. Big City Nights (1998)
7. Classic Bites (2002)
8. Bad for Good: The Very Best of Scorpions (2002)
9. Box of Scorpions (2004)
10. Gold (2006)
11. Born to Touch Your Feelings: Best of Rock Ballads (2017)

## Videoer

### VHS/DVD
1. First Sting (1985)
2. World Wide Live (1985)
3. To Russia With Love (1988)
4. Crazy World Tour - Live in Berlin (1991)
5. Moment Of Glory (2000)
6. Acoustica (2001)
7. A Savage Crazy World (2002)
8. One Night In Vienna (2005)
9. Live At Wacken Open Air 2006 (2007)